# Kongo-Rinne

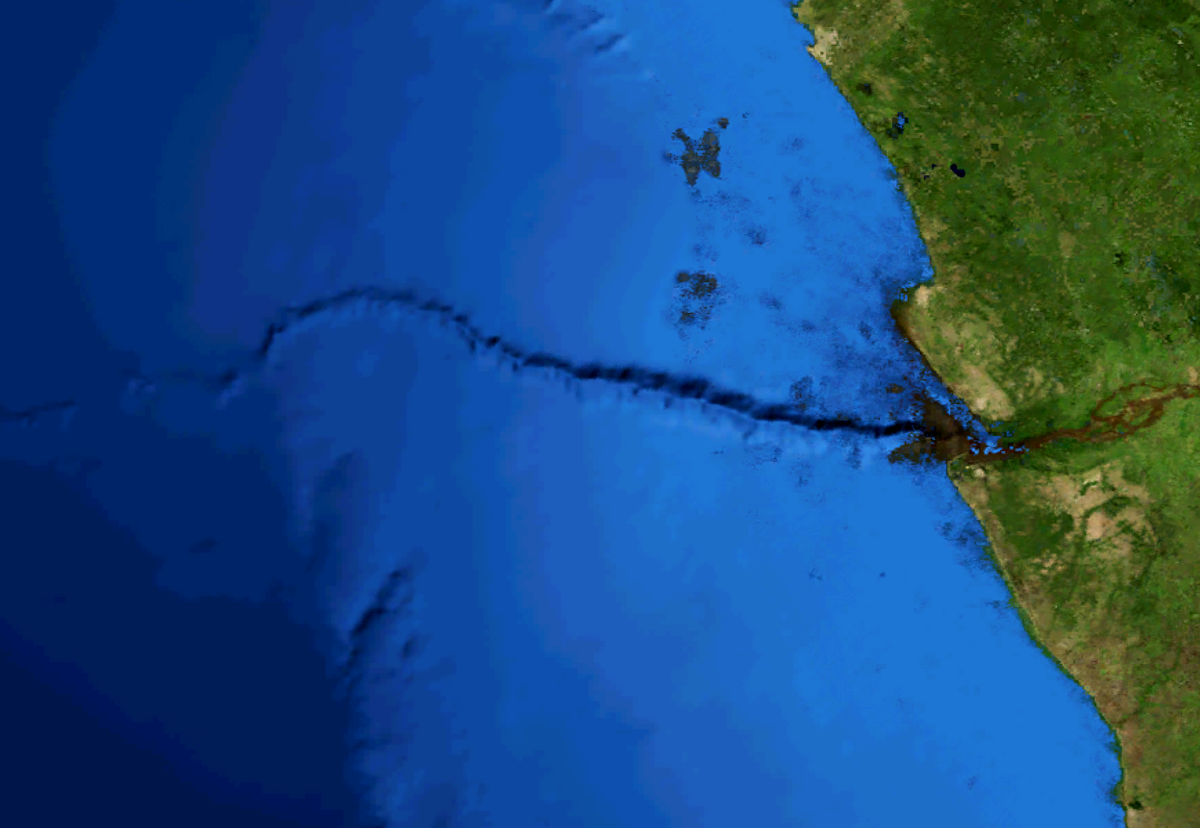
Bildschirmausschnitt aus der NASA WorldWind-Software vor der Küste Südwestafrikas, der etwa 300 km der Senke zeigt

Als Kongo-Rinne (auch Kongo-Canyon) bezeichnet man eine im Atlantischen Ozean unter dem Meeresspiegel gelegene geologische Senke, die sich in der Fortsetzung der Mündung des afrikanischen Flusses Kongo befindet. Der Verlauf der Kongo-Rinne lässt sich mehrere hundert Kilometer weit verfolgen.
Die Kongo-Rinne ist die größte Flussrinne der Welt.

## Verlauf
Die Kongo-Rinne beginnt direkt an der Mündung des Kongo in den Atlantik. Entlang des Kontinentalschelfs, auf einer Strecke von ungefähr 200 Kilometern, ist die Rinne stark in den Untergrund eingeschnitten und bildet einen unterseeischen Canyon aus. Der Grund dieses Canyons liegt teilweise über 800 Meter tiefer als der umliegende Meeresgrund. Die seitliche Ausdehnung beträgt sechs bis zwölf Kilometer.
Im weiteren Verlauf verflacht die Rinne dann hin zu einer kanalartigen Formation. In diesem Bereich liegt der Grund der Rinne nur ca. 100 Meter tiefer als der umliegende Ozeanboden und erstreckt sich auf einer Breite um die 1.200 Meter. 760 Kilometer von der Küste entfernt kann die Rinne schließlich nicht weiter verfolgt werden. Die Meerestiefe beträgt hier ungefähr 5.000 Meter.

### Neigungswinkel
Im Mittel hat die Rinne ein Gefälle von 0,20°. Die Neigung verflacht sich im Verlauf vom tiefen Canyon (bis zu 0,46°) bis zum Ende der Rinne (0,11°).

## Entstehung
Zu ihrer Entstehung gibt es mehrere Theorien:
- Die Rinne entstand durch einen tektonischen Grabenbruch (so wie die Rheinebene).
- Die Rinne stellt das frühere Erosionstal eines Flusses dar, das durch eine Einsenkung der Erdkruste unter den Meeresspiegel gedrückt wurde.
- Die Rinne stellt das Erosionstal einer Urform des Kongos dar, welcher etwa 150 km westlicher in den Atlantik floss als heute. Dies setzt voraus, dass der Meeresspiegel etwa 1000 m niedriger war, die afrikanische Platte sich um etwa 1000 m abgesenkt hatte oder eine Kombination beider Ereignisse der Fall war.
- Eine weitere Theorie schlägt vor, dass die Rinne ein Erosionsprodukt der hohen Sedimentfracht ist, die der Kongo ständig mit in den Atlantischen Ozean trägt.[2]